# 28004 Теракава
28004 Теракава (28004 Terakawa) — астероїд головного поясу, відкритий 2 грудня 1997 року.
Тіссеранів параметр щодо Юпітера — 3,287.
Названо на честь Теракави (яп. てらかわ(寺川) теракава).